# 工人民主 (波兰)

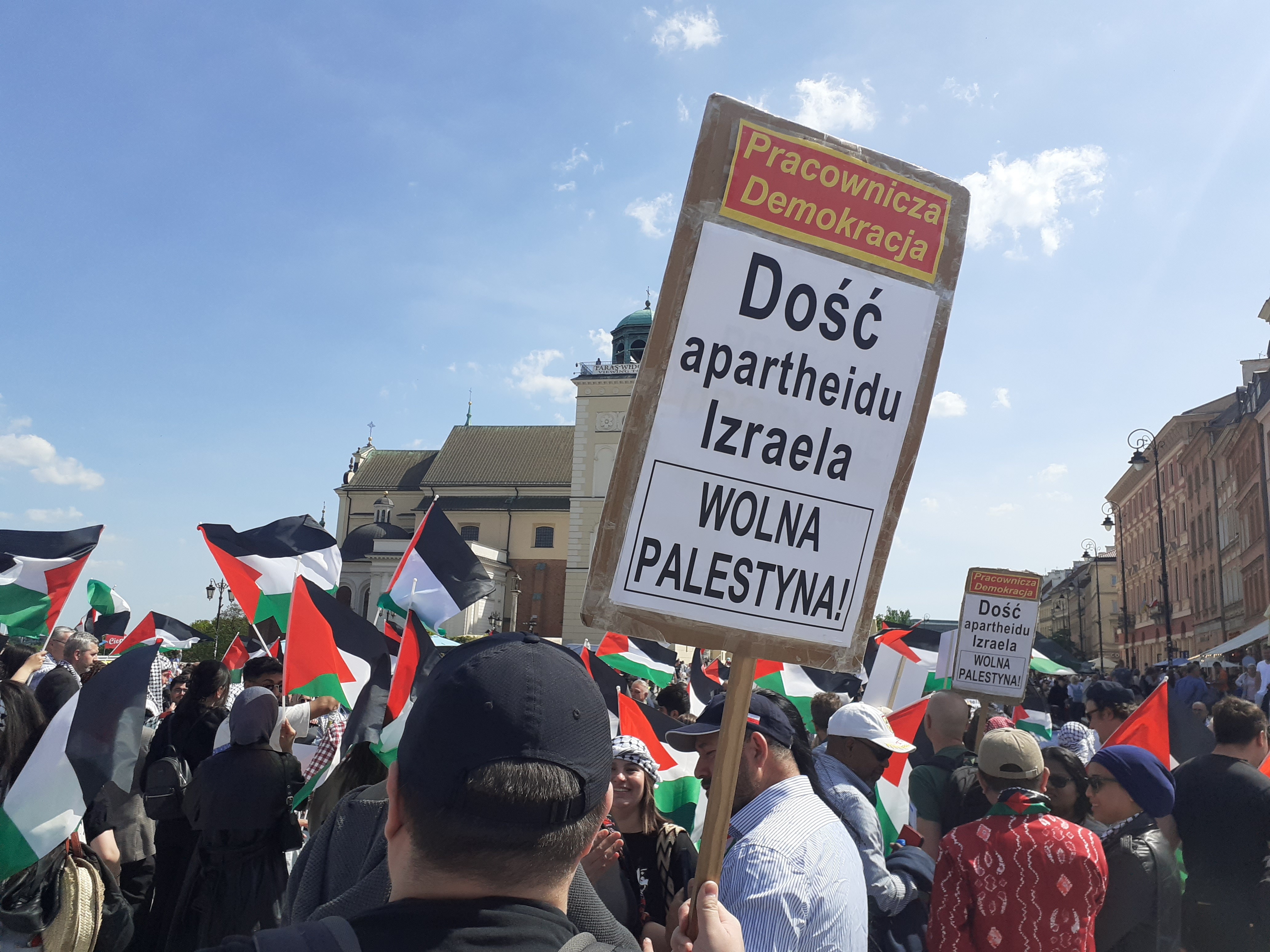
工人民主成员参与抗议活动

工人民主（波蘭語：Pracownicza Demokracja）是波兰的一个小型托洛茨基主义组织。该组织成立于1990年，原名社会主义团结，后改现名。该组织是英国社会主义工人党领导的国际社会主义倾向的成员。